# Nobel Forum

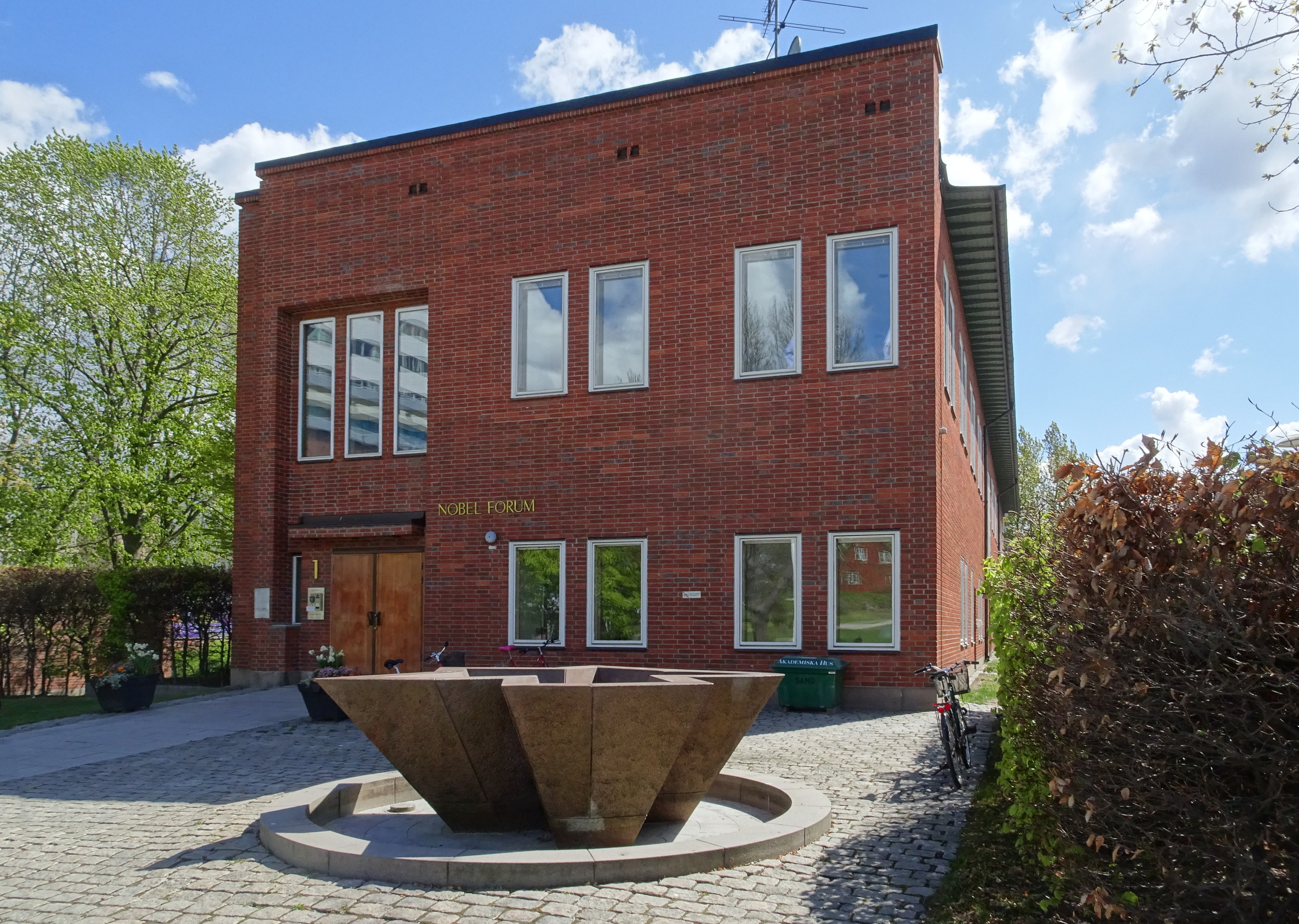
Nobel Forum, fasad mot Nobels väg.

Nobel Forum (även kallad Nobelstiftelsens hus) är en byggnad vid Nobels väg 1 på Campus Solna i Solna kommun. Byggnaden uppfördes 1993 efter ritningar av arkitekt Johan Celsing och inhyser lokaler för Nobelstiftelsens administration. Nobel Forum är arbetsplats för Nobelförsamlingen vid Karolinska Institutet som årligen utser Nobelpriset i fysiologi eller medicin. Byggnaden är en donation till svenska staten och har ett stort arkitektoniskt värde. Fastigheten ägs och förvaltas av Statens fastighetsverk.

## Byggnadsbeskrivning

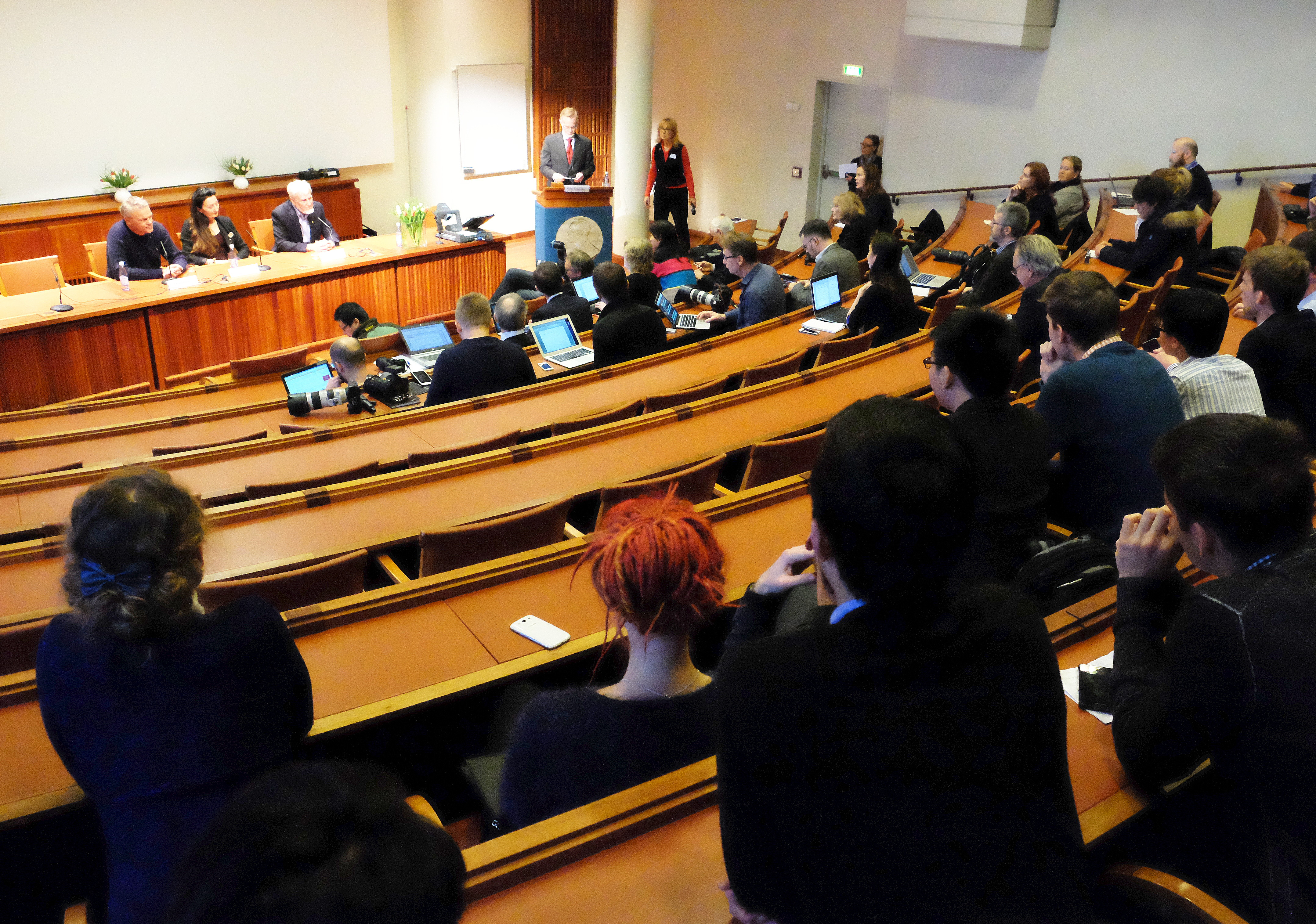
Pressträff i Wallenbergsalen, 2014.

Nobel Forum är det första huset man möter när man passerar entrén från Solnavägen till Karolinska Institutets område. Det rör sig om en röd tegelbyggnad med gaveln mot Nobels väg. Byggnadens tegelröda fasader smälter väl in bland de äldre tegelbyggnader som ritades av arkitekt Ture Ryberg på 1940- och 1950-talen efter principen ”hus-i-park”.  På platsen låg tidigare en vaktmästarbostad. Innan Nobelkommittén flyttade hit hade den sina lokaler i Karolinska institutets gamla huvudbyggnad som var den första färdigställda byggnaden på området, ritad av Rydberg och uppförd 1945–1946. Huvudbyggnaden revs 2010 för att skapa plats åt Aula Medica.
Johan Celsing gestaltade sitt hus på ett nytt sätt som var typiskt för internationell arkitektur i slutet av 1980-talet och som kallades bland annat minimalism och realism. I husets inre fortsätter en ”lågmält exklusivitet helt i linje med det yttre” som arkitekturskribenten Olof Hultin uttrycker det.
I byggnaden finns kontor, sammanträdesrum och en hörsal, Wallenbergsalen, vilken markerar sig som en egen volym mot trädgården. De material som används på väggar, golv och snickerier är få och enhetliga och deras naturliga färger bestämmer interiörens kulörer. Golvbeläggningen, receptionsdisken och stendetaljerna på väggar och pelare är utförda i finslipad jämtlandskalksten. Fönster- och dörrsnickerier tillverkades av oljat körsbärsträ. Möblerna är formgivna huvudsakligen av Celsings arkitektkontor och speciellt för Nobel Forum. Utanför huvudentrén märks fontänskulpturen Källan skapad 1997 av Liss Eriksson.

## Bilder

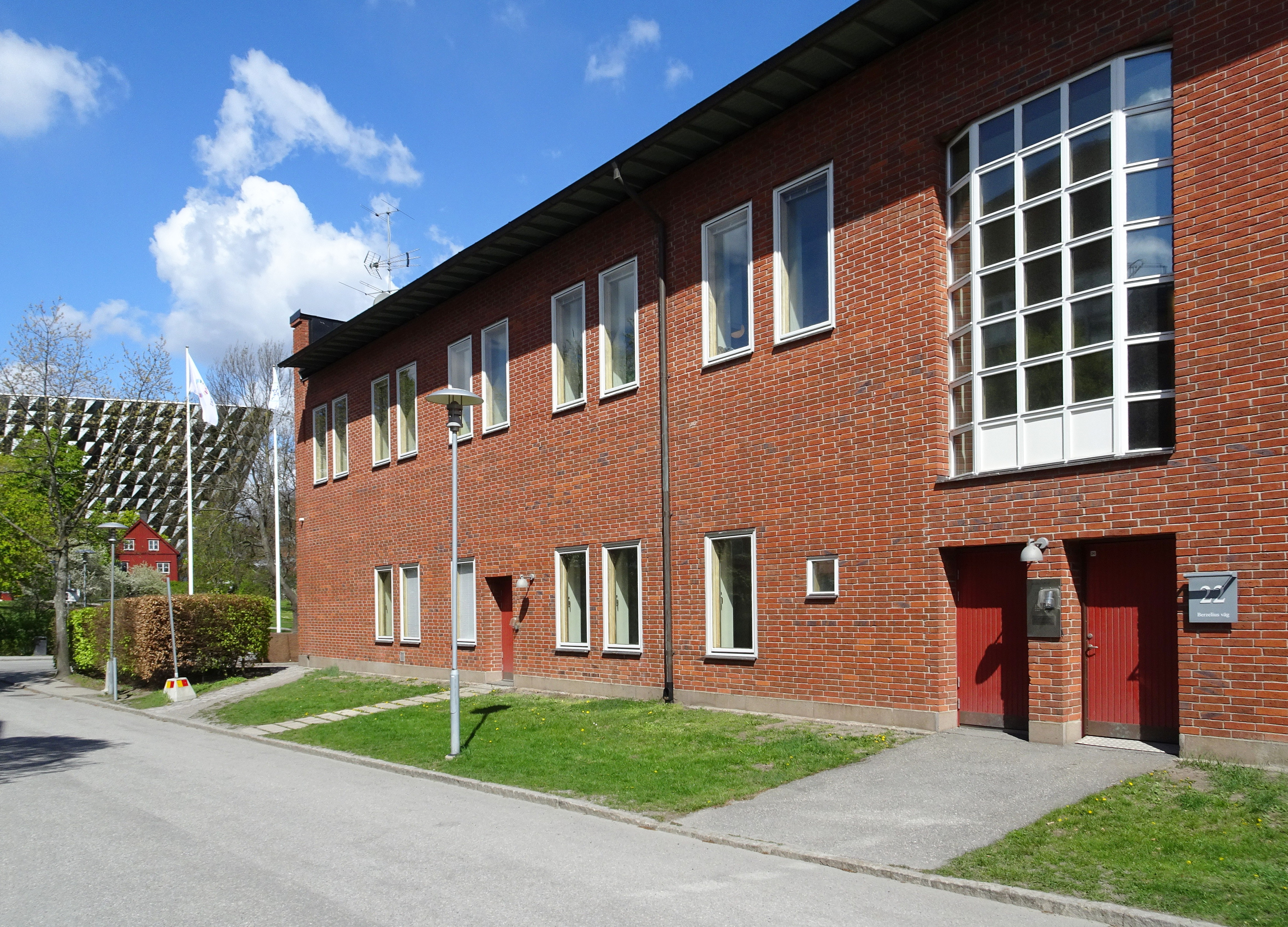
Nobel Forum, fasad mot Berzelius väg.
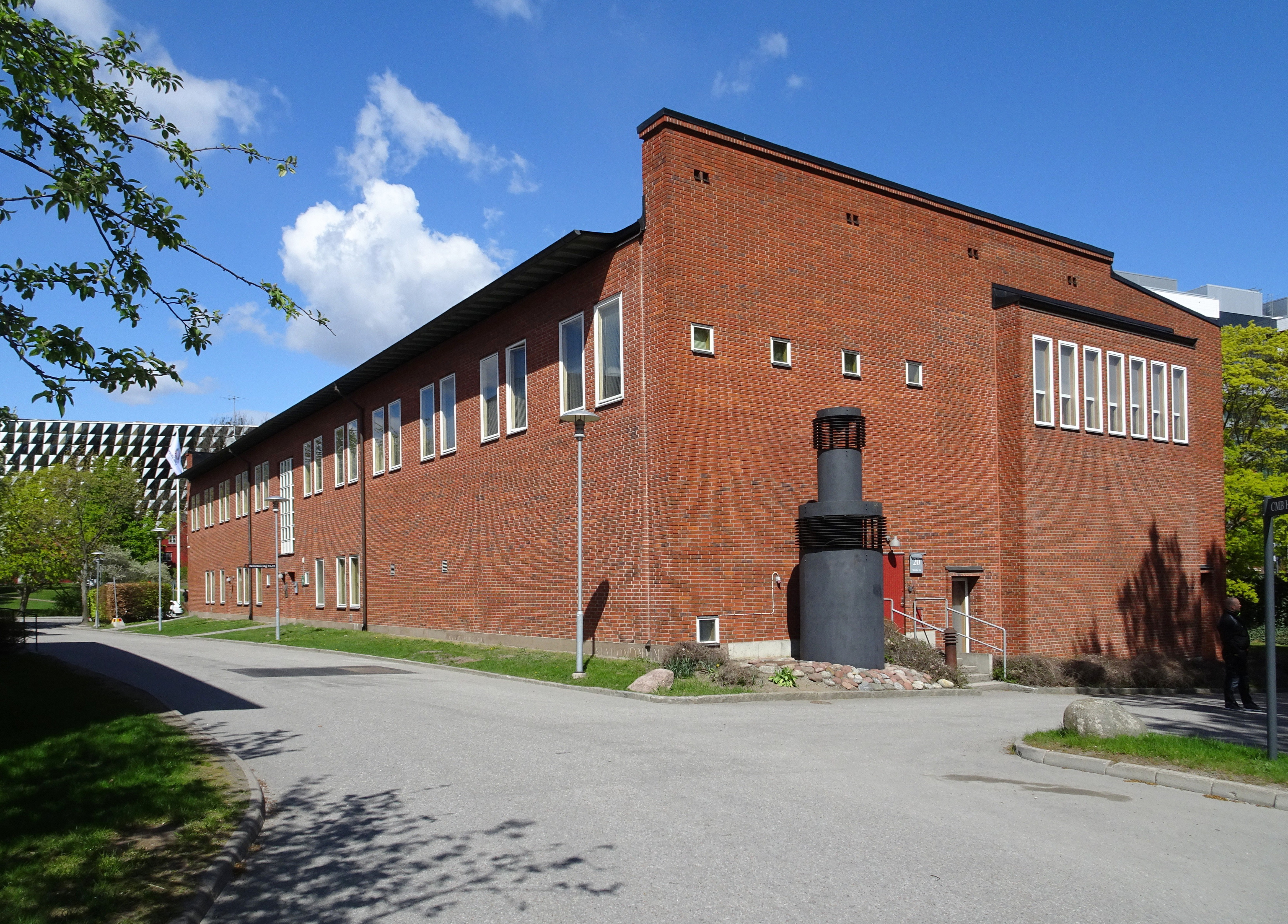
Nobel Forum, fasad mot Berzelius väg.
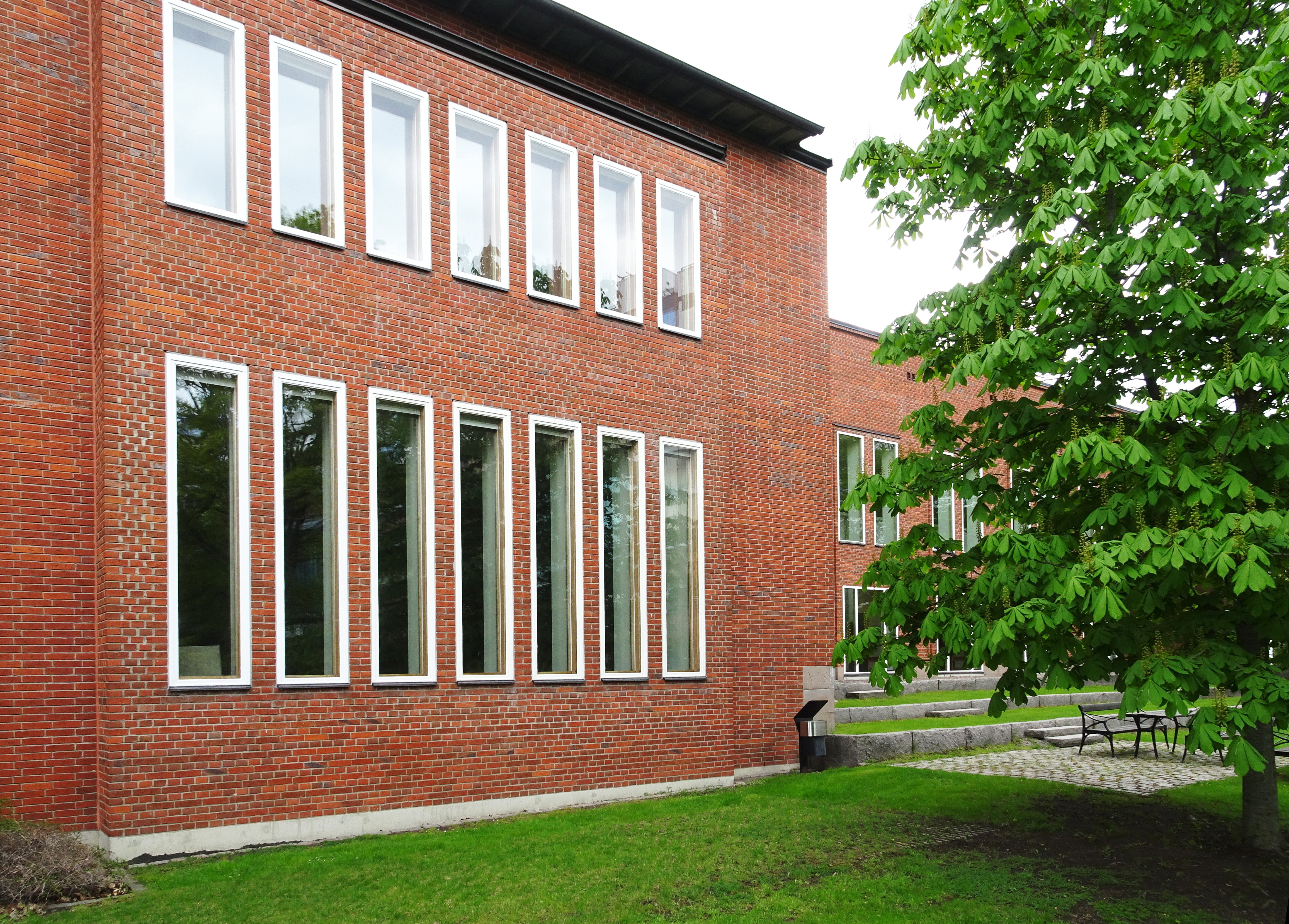
Wallenbergsalen, fasad mot trädgården.
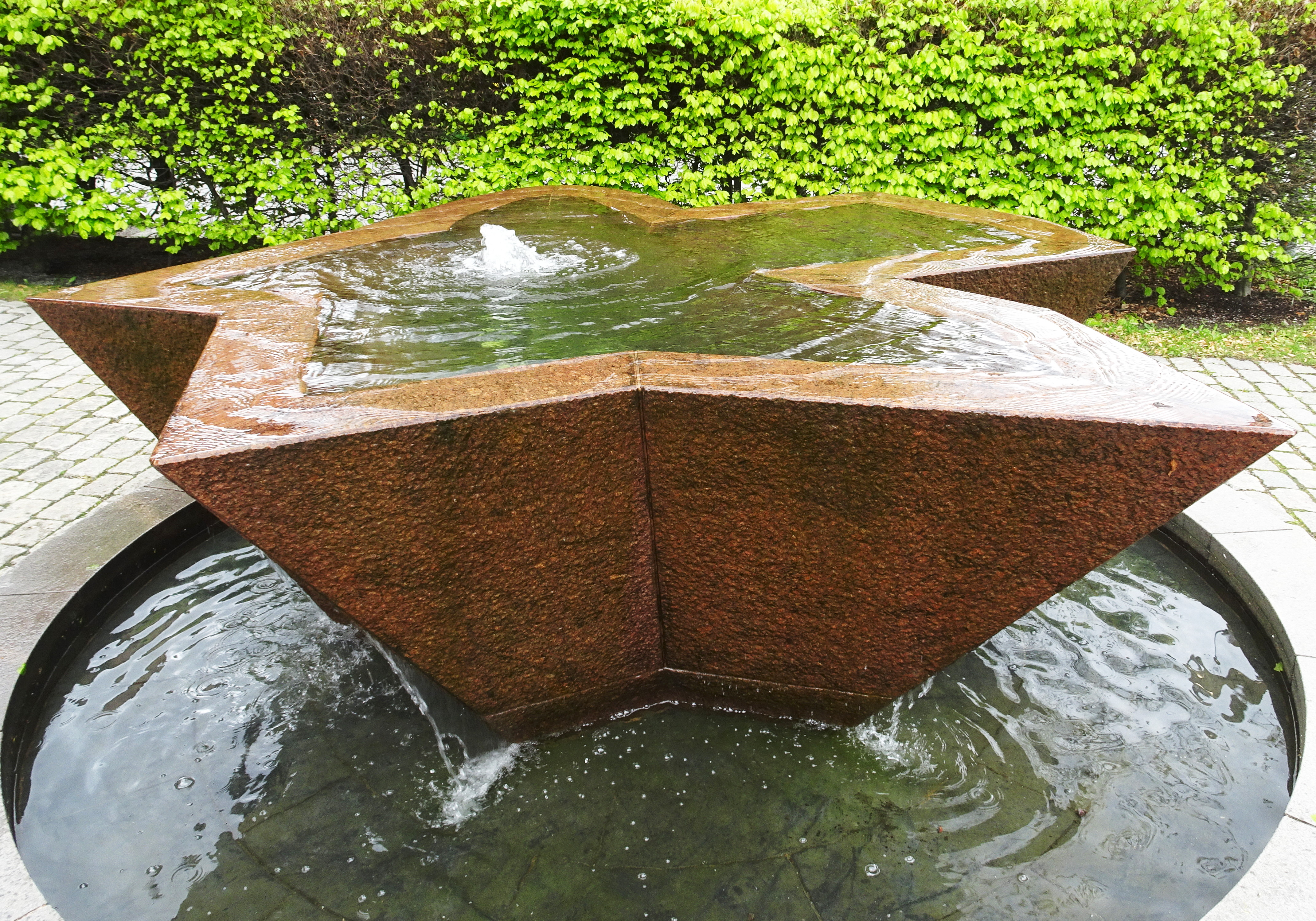
Fontänskulptur "Källan" av Liss Eriksson.